# 헤라촌
헤라촌(일본어: 平良村)은 일본 히로시마현 아시나군에 있던 촌이다. 현재의 하쓰카이치시 남동부에 해당한다.

## 역사
- 1889년 4월 1일 - 정촌제 시행에 의해 사에키군 헤라촌이 발족하였다.
- 1956년 9월 30일 - 하라촌, 미야우치촌, 지고젠촌과 합병해 하쓰카이치시가 발족, 동일 헤라촌은 폐지되었다.

## 교통

### 철도
- 일본국유철도
  - 산요본선

### 도로
- 국도 제2호선

## 참고문헌
- 角川日本地名大辞典 34 広島県